# Mulegns
Mulegns (föråldrat tyskt namn: Mühlen) är en ort och tidigare kommun i distriktet Albula i den schweiziska kantonen Graubünden. Från och med 2016 är den en del av kommunen Surses.

## Historia
Bebyggelsen uppstod runt år 1500, genom inflyttning av tyskspråkiga walser, som så småningom tog över det lokala språket, surmeirisk rätoromanska. 
Mulegns ligger vid en förr tiden betydelsefull transporter över Alperna, och här fanns en stor skjutsstation. När Albulabanan öppnade 1903 förlorade orten i betydelse och ledde till en kraftig befolkningsminskning.

## Språk och religion
Antalet brukare av rätoromanska, som förr var hela befolkningens modersmål, har under senare delen av 1900-talet sjunkit till två tredjedelar, till förmån för tyska. Barnen från Mulegns går i skola i Savognin där undervisningsspråket är rätoromanska i årskurs 1-6 och tyska i årskurs 7-9. Nästan alla invånare är katoliker.